# Референдумы в Лихтенштейне (1927)
Референдумы в Лихтенштейне проходили 30 января и 1 мая 1927 года. В январе прошли референдумы по инициативе и встречному предложению Ландтага относительно либерализации строительной промышленности. Оба были отклонены избирателями. В мае проводился референдум по изменению закона о зарплатам и компенсациям. Он также был отвергнут.

## Контекст
В апреле 1926 года строители подписали народную инициативу, по которой предлагалось либерализовать строительную отрасль, отменить концессионные обязательства, ввести обязательный регулирующий контроль на строительных лесах и организовать страхование от несчастных случаев. Инициатива была направлена в Ландтаг в соответствии со Статьёй № 64.2 Конституции 1921 года. Парламент отклонил предложение, что привело к его голосованию. Ландтаг выдвинул встречное предложение по контролю над концессиями, страхованием лесов и страхованием от несчастных случаев.
На майском референдуме решался вопрос о повышении зарплаты учителям и госслужащим. Факультативный референдум проводился по народной инициативе в соответствии со Статьёй № 66 Конституции 1921 года.

## Результаты

### Инициатива по либерализации строительной промышленности
| Выбор                               | Голоса | %    |
| ----------------------------------- | ------ | ---- |
| За                                  | 804    | 45,1 |
| Против                              | 979    | 54,9 |
| Недействительных/пустых бюллетеней  | 59     | –    |
| Всего                               | 1 877  | 100  |
| Зарегистрированных избирателей/Явка | 2 253  | 83,3 |
| Источник: Démocratie Directe        |        |      |

### Встречное предложение Ландтага по либерализации строительной промышленности
| Выбор                               | Голоса | %    |
| ----------------------------------- | ------ | ---- |
| За                                  | 88     | 5,4  |
| Против                              | 1 550  | 94,6 |
| Недействительных/пустых бюллетеней  | 59     | –    |
| Всего                               | 1 877  | 100  |
| Зарегистрированных избирателей/Явка | 2 253  | 83,3 |
| Источник: Démocratie Directe        |        |      |

### Поправка к закону о зарплатах и компенсациях
| Выбор                               | Голоса | %    |
| ----------------------------------- | ------ | ---- |
| За                                  | 658    | 35,2 |
| Против                              | 1 211  | 64,8 |
| Недействительных/пустых бюллетеней  | 69     | –    |
| Всего                               | 1 938  | 100  |
| Зарегистрированных избирателей/Явка | 2 255  | 86,1 |
| Источник: Démocratie Directe        |        |      |